# Fecht
La Fecht è un fiume francese che scorre in Alsazia. È un affluente dell'Ill. La sua portata è regolata nei mesi di magra dall'afflusso di acque dai laghi delle Trote e di Altenweiher.

## Geografia
La Fecht è composta dalla "Grande Fecht", che nasce sul versante orientale dei Vosgi in località Salzbach, nel territorio comunale di Metzeral, 1 km a nord dello Schnepfenriedkopf, e dalla "Piccola Fecht".
Essa riceve alla sua sinistra orografica La Wormsa, emissario del lago alpino di Schiessrothried e si arricchisce delle acque dei due affluenti omonimi: la "Fecht di Sondernach", alla sua destra orografica, e la "Piccola Fecht", che nasce sulle falde del monte Hohneck. Bagna quindi Munster e Turckheim. Una parte di essa viene deviata con il canale di Logelbach, costruito nel XVIII secolo per potar acqua a Colmar, e riceve le acque della Lauch. Riceve quindi la Weiss per poi confluire nel centro di Illhaeusern, nel fiume Ill, dopo un percorso di 49,1 km.

### Comuni attraversati
La Fecht attraversa diciannove comuni (nell'ordine, da monte a valle):
Metzeral (sorgente), Mittlach, Muhlbach-sur-Munster, Breitenbach-Haut-Rhin, Luttenbach-près-Munster, Munster, Gunsbach, Wihr-au-Val, Walbach, Zimmerbach, Wintzenheim, Turckheim, Ingersheim, Ammerschwihr, Sigolsheim, Bennwihr, Ostheim, Guémar, Illhaeusern (confluenza).
In termini di cantoni, la Fecht nasce nelcantone di Munster, attraversa i cantoni di Wintzenheim e Kaysersberg e confluisce nell'Ill nel cantone di Ribeauvillé, il tutto negli arrondissement di Colmar e di Ribeauvillé.

### Affluenti
La Fecht ha diciassette affluenti fra i quali i più importanti sono (rg=sinistra orografica, rd=destra orografica):
- la Fecht di Sondernach, lunga 7.3 km, che bagna i comuni di Sondernach e Metzeral, priva di affluenti
- la Piccola Fecht, (rg) lunga 11 km, che bagna i tre comuni de Hohrod, Stosswihr e Munster, che ha due affluenti.
- le Krebsbach, (rd) lunga 9.1 km, che bagna i tre comuni di Wasserbourg, Wihr-au-Val e Soultzbach-les-Bains e che ha un affluente
- la Weiss, (rg) lunga 24.3 km, che bagna sei comuni ed ha nove affluenti.
- le Strengbach, (rg), lunga 17.2 km, che bagna quattro comuni ed ha tre affluenti.

## Pesca
Classificata nella 1ª categoria piscicola per la totalità del suo corso, la Fecht presenta una bella popolazione di trote fario selvatiche. Le politiche di ripopolamento ittico non hanno più avuto corso da qualche anno sulla parte alta del corso d'acqua, che d'altra parte beneficia già di un forte potenziale di luoghi perla deposizione delle uova in ruscelli che fungono da vivaio.
Alternando settori di rapide a tratti di calma, la Fecht si presta particolarmente bene alla pesca con la mosca. La ricchezza d'invertebrati nel corso d'acqua inciterà i pescatori a confezionare imitazioni di baetidae, trichoptera, perlidae, ma anche chironomidae per le loro esche.